# أمين سالم رويحي
أمين سالم رويحي (1923-1971)، كاتب وإعلامي سعودي، اشتهر بتقديم برنامج للأطفال على تلفزيون جدة، وعُرف منذ ذلك الحين بـ (بابا أمين)،وهو من أوائل البرامج على التلفزيون السعودي، ويُعد من أوائل ناشري المجموعات القصصية، فقد أصدر مجموعتين خلال عامي 1958 و1959، وهي (الأذن تعشق) و(الحنيّنة)، وكلتا المجموعتين طُبعت في القاهرة، كما عُرف بزاويته التي كان يكتب فيها في صحيفة المدينة بعنوان (أبو حياة والناس)، وهو كاتب اجتماعي ساخر وميّال للمرح والفكاهة، كان ينشر مقالاته وقصصه في عدد من الصحف السعودية، كصحيفة الأضواء، الرائد، الندوة، والبلاد، وتناول في كتاباته القضايا الاجتماعية والإصلاحية، وتوفي عام 1971.

## حياته
ولد في جدة عام 1923، وكان من طلبة مدرسة الفلاح، تخرج فيها والتحق بمعهد التدريب الإقليمي التابع لمصلحة الطيران الدولي، ثم أكمل تدريبه في أصول الاتصال الدولي واصطلاحات الطيران، وانتسب بعد ذلك إلى الطيران المدني، وعمل في المديرية العامة للطيران المدني (الهيئة العامة للطيران المدني حاليًا) بصفته مديرًا للتخطيط والمشروعات، وهذا ما أتاح له فرصة التعرف على بلدان كثيرة حول العالم، وعُرف بزاويته التي كان يكتب فيها في صحيفة المدينة بعنوان (أبو حياة والناس)، ولم يكن لديه سوى ابنة وحيدة اسمها (حياة)، واشتهر بتقديم برامج للأطفال على تلفزيون جدة، وعُرف منذ ذلك الحين بـ (بابا أمين)، وكان ينشر مقالاته وقصصه في عدد من الصحف السعودية.

## مؤلفاته
- الأذن تعشق، مجموعة قصصية (1958)
- الحنيّنة وقصص أخرى (1959)[1]